# دينيس هوف
دينيس هوف مواليد 16 فبراير 1932 في بلجيكا - الوفاة 7 ديسمبر 2012 في لياج، كان لاعب كرة قدم بلجيكي كان يلعب في مركز الوسط. سبق له أن لعب في كأس العالم لكرة القدم مع منتخب بلاده وذلك في مونديال عام 1954.

## المسيرة الاحترافية

### أندية لعب لها
- ستاندارد لييج[4]

## روابط خارجية
- دينيس هوف على موقع الاتحاد الدولي (مؤرشف)  (الإنجليزية)
- دينيس هوف على موقع الاتحاد البلجيكي (الإنجليزية)
- دينيس هوف على موقع قاعدة بيانات كرة القدم.إي يو (الإنجليزية)
- دينيس هوف على موقع ناشيونال فوتبول تيمز (الإنجليزية)
- دينيس هوف على موقع Soccerway.com (الإنجليزية)
- دينيس هوف على موقع عالم كرة القدم.نت (الإنجليزية)